# مرگ زبان (زبان‌شناسی)
مرگِ زبان در زبان‌شناسی (linguicide, یا glottophagy) هنگامی رخ می‌دهد که یک زبان، واپسین گویشورِ بومیِ خود را از دست می‌دهد و دیگر کسی باقی نمی‌ماند تا به آن زبان گویش کند.
مرگِ زبان در جمعیت‌های جغرافیاییِ دور افتاده با گویشورانِ اندک و نیز با مرگِ آنها بدستِ عواملی همچون نسل کُشی، بیماری یا بلایای طبیعی رُخ می‌دهد.
انقراض زبان‌ها به معنی در معرض خطر قرار داشتن زبانها توسط زبان دیگر می‌باشد. طبق بررسی سازمان ملل متحد در جهان امروزی ۷۰۰۰–۶۰۰۰ زبان وجود دارد. ۵۰ درصد زبان‌های جهان در کشورهای چون هندوستان برزیل مکزیک استرالیا اندونزی نیجریه پپوا، گینه نو (نیو گینه) می‌باشد. این هشت زبان کمتر از ۳۰۰۰ زبان را در آینده خواهند بلعید.